# Chydenius
Chydenius är en finländsk släkt som härstammar från en finsk bonde, i Nykyrko socken i Åbo län, en man vid namn Kytyniemi.

## Personer i släkten

### Alfabetiskt ordnade
- Anders Chydenius
- Anders Herman Chydenius
- Jakob Karl Emil Chydenius
- Jakob Wilhelm Chydenius
- Johan Jakob Chydenius
- Kaj Chydenius
- Samuel Chydenius

### Kronologiskt ordnade efter födelseår
- Samuel Chydenius (1727–1757), naturforskare
- Anders Chydenius (1729–1803), präst och nationalekonom
- Jakob Karl Emil Chydenius (1833–1864), fysiker
- Anders Herman Chydenius (1833–1896), tidningsman
- Johan Jakob Chydenius (1836-1890), kemist
- Jakob Wilhelm Chydenius (1863-1926), juridisk skriftställare
- Kaj Chydenius (född 1939), finländsk tonsättare
- Jussi Chydenius (född 1972), finländsk sångare i vokalgruppen Rajaton, son till Kaj Chydenius
- Kalle Chydenius (född 1970), finländsk musikproducent, son till Kaj Chydenius